# Benny Engelbrecht
Benny Engelbrecht (ur. 4 sierpnia 1970 na wyspie Amager) – duński polityk, parlamentarzysta, w latach 2014–2015 minister ds. podatków, od 2019 do 2022 minister transportu.

## Życiorys
W 1986 ukończył Kildevældsskolen, w latach 1997–1999 kształcił się na kursach z zakresu marketingu w Handelsskolen Aabenraa. Od 1984 pracował zarobkowo, początkowo jako sprzątacz, później pracownik centrum kulturalnego, kasjer i prezenter radiowy. Prowadził też własną działalność gospodarczą. Od 1996 zatrudniony jako marketingowiec, od 2001 jako menedżer. W 2007 był dyrektorem w instytucji oświatowej AOF Syd.
Zaangażował się w działalność polityczną w ramach Socialdemokraterne. Z listy socjaldemokratów w 2007 po raz pierwszy uzyskał mandat posła do Folketingetu, z powodzeniem ubiegał się o reelekcję w kolejnych wyborach w 2011, 2015, 2019 i 2022.
Od września 2014 do czerwca 2015 sprawował urząd ministra ds. podatków w drugim rządzie Helle Thorning-Schmidt. W czerwcu 2019 został ministrem transportu w gabinecie Mette Frederiksen. Ustąpił z tej funkcji w lutym 2022, gdy wspierające rząd lewicowe skrajnie ugrupowanie Czerwono-Zieloni zapowiedziało złożenie wniosku o wotum nieufności.